# Girona Futbol Club 2023-2024
Questa voce raccoglie le informazioni riguardanti il Girona Futbol Club nelle competizioni ufficiali della stagione 2023-2024.

## Stagione
Dopo l'ottimo posizionamento della passata stagione, il Girona vende due dei suoi giocatori migliori, Santiago Bueno e Oriol Romeu, rispettivamente al Wolverhampton e al Barcellona. Di contro, vengono acquistati, tra gli altri, l'attaccante Artem Dovbyk dal Dnipro, i centrocampisti Yangel Herrera dal Manchester City (i cui proprietari sono gli stessi dei catalani) e Ivan Martin dal Villareal e il ritorno di Portu dal Getafe, più i prestiti di Eric Garcia e del promettente Pablo Torre dal Barcellona, di Savio dal Troyes e del prestigioso acquisto a parametro zero di Daley Blind, ex bandiera dell'Ajax. La prima gara è un pareggio esterno contro la Real Sociedad, in cui Dovbyk segna il suo primo gol nel campionato spagnolo. Il Girona, inizialmente considerata una squadra che avrebbe dovuto lottare per non retrocedere, parte fortissimo con 6 vittorie nelle prime 7 gare, in cui spiccano anche ampi risultati come il 5-3 al Maiorca o il 4-2 al neopromosso Granada, conquistando persino la vetta solitaria alla sesta giornata per la prima volta nella sua storia, prima dello scontro con il Real Madrid, perso 3-0. Il Girona non si perde d'animo e vince subito la successiva contro il Cadice, per poi rimontare due gol di svantaggio contro l'Almeria e vincere 5-2. Dopo altre tre vittorie arriva un pareggio contro l'Athletic Bilbao, ma due settimane dopo il Girona gioca forse la sua miglior partita stagionale in casa del Barcellona, vincendo 4-2 con reti di Dovbyk, Miguel Gutierrez, Valery e della bandiera Christian Stuani, non scomponendosi nemmeno quando i blaugrana pareggiano o riaprono la gara, e riconquistano la vetta solitaria della classifica. L'incredibile stagione fatta fin lì dai catalani desta scalpore in tutto il mondo, con tifosi, opinionisti e giornalisti che vedono nel Girona un possibile nuovo miracolo sportivo come successo al Leicester City nel 2016. Dopo un 3-0 all'Alaves e un pareggio sul campo del Betis Siviglia, il 3 gennaio 2024 il Girona batte 4-3 l'Atletico Madrid in una delle partite più belle e spettacolari dell'anno, con Valery, Savio e Blind che segnano per i catalani, rimontati poi dalla tripletta Alvaro Morata prima del sigillo finale di Ivan Martin. Conclude il girone d'andata al secondo posto in coabitazione con il Real Madrid, primo in classifica, con 48 punti su 57 disponibili. Tre giorni dopo, battendo l'Elche 2-0, si qualifica ai quarti di Coppa del Re. Il 14 gennaio, pareggiando contro l'Almeria, sale al primo posto in solitaria, anche se con una partita in più rispetto al Real. I catalani continuano a vincere, ottenendo anche un risultato ampio contro il Siviglia, un 5-1, ma vengono eliminati dal Maiorca ai quarti di Coppa del Re. Tra febbraio e marzo, però, il Girona incappa in un comprensibile calo di prestazioni che culminano nella rovinosa sconfitta per 4-0 nello scontro diretto contro il Real Madrid. La sconfitta per 3-1 in casa dell'Atletico Madrid spegne definitivamente i sogni di vittoria del campionato del Girona, da qui infatti inizia la fuga definitiva dei blancos, che vincono il campionato ufficialmente il 4 maggio, quando i biancorossi sconfiggono di nuovo per 4-2 il Barcellona con reti di Dovbyk, doppietta di Portu e Miguel Gutierrez (su assist dello stesso Portu). Con questo risultato il Girona ottiene il pass per giocare la UEFA Champions League per la prima volta nella sua storia, compiendo un enorme miracolo del calcio spagnolo. Conclude la stagione con un 7-0 rifilato al Granada già retrocesso, piazzandosi al terzo posto in classifica con 81 punti e con il secondo miglior attacco del campionato.

## Maglie e sponsor
| Casa | Trasferta | Terza maglia |

## Rosa
Aggiornata al 1º novembre 2023.
| N. |                      | Ruolo | Calciatore                  |
| -- | -------------------- | ----- | --------------------------- |
| 1  | Spagna (bandiera)    | P     | Juan Carlos                 |
| 2  | Colombia (bandiera)  | D     | Bernardo Espinosa           |
| 3  | Spagna (bandiera)    | C     | Miguel Gutiérrez            |
| 4  | Spagna (bandiera)    | D     | Arnau Martínez              |
| 5  | Spagna (bandiera)    | C     | David López                 |
| 6  | Mali (bandiera)      | C     | Ibrahima Kébé               |
| 7  | Uruguay (bandiera)   | A     | Cristhian Stuani (capitano) |
| 8  | Ucraina (bandiera)   | C     | Viktor Tsygankov            |
| 9  | Ucraina (bandiera)   | A     | Artem Dovbyk                |
| 10 | Spagna (bandiera)    | C     | Borja García                |
| 11 | Spagna (bandiera)    | C     | Valery Fernández            |
| 13 | Argentina (bandiera) | P     | Paulo Gazzaniga             |
| 14 | Spagna (bandiera)    | C     | Aleix García                |

| N. |                        | Ruolo | Calciatore     |
| -- | ---------------------- | ----- | -------------- |
| 15 | Spagna (bandiera)      | D     | Juanpe         |
| 16 | Brasile (bandiera)     | A     | Sávio          |
| 17 | Paesi Bassi (bandiera) | D     | Daley Blind    |
| 18 | Spagna (bandiera)      | C     | Pablo Torre    |
| 19 | Spagna (bandiera)      | C     | Toni Villa     |
| 20 | Brasile (bandiera)     | D     | Yan Couto      |
| 21 | Venezuela (bandiera)   | C     | Yangel Herrera |
| 22 | Colombia (bandiera)    | D     | Jhon Solís     |
| 23 | Spagna (bandiera)      | C     | Iván Martín    |
| 24 | Spagna (bandiera)      | A     | Portu          |
| 25 | Spagna (bandiera)      | D     | Eric García    |
| 26 | Spagna (bandiera)      | P     | Toni Fuidias   |
| 28 | Spagna (bandiera)      | C     | Selvi Clua Oya |

## Calciomercato

### Sessione estiva
| Acquisti         | Acquisti        | Acquisti          | Acquisti                    |
| R.               | Nome            | da                | Modalità                    |
| ---------------- | --------------- | ----------------- | --------------------------- |
| A                | Artem Dovbyk    | Dnipro-1          | definitivo (7,75 milioni €) |
| C                | Jhon Solís      | Atlético Nacional | definitivo (6 milioni €)    |
| C                | Yangel Herrera  | Manchester City   | definitivo (5 milioni €)    |
| C                | Iván Martín     | Villarreal        | definitivo (2 milioni €)    |
| A                | Portu           | Getafe            | definitivo (1,5 milioni €)  |
| D                | Daley Blind     | Bayern Monaco     | svincolato                  |
| P                | Paulo Gazzaniga | Fulham            | riscatto                    |
| D                | Eric García     | Barcellona        | prestito                    |
| A                | Sávio           | Troyes            | prestito                    |
| C                | Pablo Torre     | Barcellona        | prestito                    |
| Altre operazioni |                 |                   |                             |
| R.               | Nome            | da                | Modalità                    |
| C                | Ramón Terrats   | Villarreal        | fine prestito               |
| A                | Manu Vallejo    | Real Oviedo       | fine prestito               |
| A                | Ilyas Chaira    | San Fernando CD   | fine prestito               |
| A                | Oscar Ureña     | FC Cartagena      | fine prestito               |
| A                | Pau Víctor      | Sabadell          | fine prestito               |
| A                | Gabri Martínez  | FC Cartagena      | fine prestito               |
| C                | Álex Sala       | Sabadell          | fine prestito               |
| A                | Arnau Ortiz     | Real Murcia       | fine prestito               |

| Cessioni         | Cessioni             | Cessioni           | Cessioni                   |
| R.               | Nome                 | a                  | Modalità                   |
| ---------------- | -------------------- | ------------------ | -------------------------- |
| D                | Santiago Bueno       | Wolverhampton      | definitivo (12 milioni €)  |
| C                | Oriol Romeu          | Barcellona         | definitivo (3,4 milioni €) |
| C                | Ramón Terrats        | Villarreal         | definitivo (2,5 milioni €) |
| A                | Manu Vallejo         | Real Saragozza     | prestito                   |
| D                | Alexander Callens    | AEK Atene          | prestito                   |
| A                | Ilyas Chaira         | Mirandés           | prestito                   |
| A                | Oscar Ureña          | Leganés            | prestito                   |
| A                | Pau Víctor           | Barcellona Atlètic | prestito                   |
| A                | Gabri Martínez       | Mirandés           | prestito                   |
| C                | Álex Sala            | Córdoba            | prestito                   |
| A                | Arnau Ortiz          | Eldense            | prestito                   |
| Altre operazioni |                      |                    |                            |
| R.               | Nome                 | a                  | Modalità                   |
| A                | Valentín Castellanos | New York City      | fine prestito              |
| D                | Rodrigo Riquelme     | Atlético Madrid    | fine prestito              |
| C                | Yangel Herrera       | Manchester City    | fine prestito              |
| P                | Paulo Gazzaniga      | Fulham             | fine prestito              |
| C                | Iván Martín          | Villarreal         | fine prestito              |
| D                | Javi Hernández       | Leganés            | fine prestito              |

#### Sessione invernale
| Acquisti         | Acquisti         | Acquisti         | Acquisti         |
| R.               | Nome             | da               | Modalità         |
| Altre operazioni | Altre operazioni | Altre operazioni | Altre operazioni |
| R.               | Nome             | da               | Modalità         |
| ---------------- | ---------------- | ---------------- | ---------------- |

| Cessioni         | Cessioni      | Cessioni | Cessioni |
| R.               | Nome          | a        | Modalità |
| ---------------- | ------------- | -------- | -------- |
| C                | Ibrahima Kébé | Mirandés | prestito |
| Altre operazioni |               |          |          |
| R.               | Nome          | da       | Modalità |

## Risultati

### Primera División

#### Girone di andata
| Arbitro: | Hernández Maeso |

|         |           |            |
| Kubo 5’ | Marcatori | 72’ Dovbyk |

| Arbitro: | Figueroa Vázquez |

|                                |           |  |
| Y. Herrera 12’ Stuani 55’, 65’ | Marcatori |  |

| Arbitro: | Gil Manzano |

|              |           |                              |
| Gudelj 45+2’ | Marcatori | 16’ Y. Herrera 56’ A. García |

| Arbitro: | Busquets Ferrer |

|           |           |  |
| Portu 88’ | Marcatori |  |

| Arbitro: | de Mera Escuderos |

|                    |           |                                                |
| Uzuni 63’ Boyé 85’ | Marcatori | 22’ Tsygankov 31’ Sávio 34’ D. López 89’ Couto |

| Arbitro: | González Fuertes |

|                                                                       |           |                                   |
| D. López 26’ Dovbyk 33’ (rig.) I. Martín 37’ Y. Herrera 45’ Sávio 57’ | Marcatori | 4’ (rig.) Muriqi 88’, 90+5’ Prats |

| Arbitro: | Sánchez Martínez |

|                   |           |                          |
| Parejo 49’ (rig.) | Marcatori | 56’ Dovbyk 61’ E. García |

| Arbitro: | Pulido Santana |

|  |           |                                          |
|  | Marcatori | 17’ Joselu 21’ Tchouaméni 71’ Bellingham |

| Arbitro: | Martínez Munuera |

|  |           |               |
|  | Marcatori | 59’ A. García |

| Arbitro: | Ortiz Arias |

|                                                    |           |                   |
| I. Martín 37’ Dovbyk 39’, 43’ Sávio 71’ Stuani 85’ | Marcatori | 2’, 24’ Baptistão |

| Arbitro: | de Mera Escuderos |

|                  |           |  |
| Y. Herrera 90+1’ | Marcatori |  |

| Arbitro: | Munuera Montero |

|                  |           |                                                      |
| Budimir 25’, 55’ | Marcatori | 16’ I. Martín 71’ Dovbyk 80’ Tsygankov 90’ A. García |

| Arbitro: | González Fuertes |

|              |           |                      |
| Á. García 5’ | Marcatori | 42’ Dovbyk 65’ Sávio |

| Arbitro: | Melero López |

|               |           |                 |
| Tsygankov 55’ | Marcatori | 67’ I. Williams |

| Arbitro: | Iglesias Villanueva |

|                 |           |          |
| Stuani 83’, 88’ | Marcatori | 57’ Duro |

| Arbitro: | de Mera Escuderos |

|                                |           |                                                     |
| Lewandowski 19’ Gündoğan 90+1’ | Marcatori | 12’ Dovbyk 40’ M. Gutiérrez 80’ Valery 90+5’ Stuani |

| Arbitro: | Francisco José Hernández Maeso |

|                                  |           |  |
| Dovbyk 23’, 59’ (rig.) Portu 42’ | Marcatori |  |

| Arbitro: | De Burgos Bengoetxea |

|              |           |                   |
| Pezzella 88’ | Marcatori | 39’ (rig.) Dovbyk |

| Arbitro: | Hernández Hernández |

|                                               |           |                      |
| Valery 2’ Sávio 26’ Blind 39’ I. Martín 90+1’ | Marcatori | 14’, 44’, 54’ Morata |

#### Girone di ritorno
| Almeria 14 gennaio 2024, ore 14:00 CET 20ª giornata | Almería         | 0 – 0 referto | Girona | Power Horse Stadium (12 111 spett.)\| Arbitro: \| Busquets Ferrer \| |
| Arbitro:                                            | Busquets Ferrer |               |        |                                                                      |

| Arbitro: | González Fuertes |

|                                               |           |               |
| Dovbyk 13’, 15’, 19’ Tsygankov 56’ Stuani 89’ | Marcatori | 10’ I. Romero |

| Arbitro: | Melero López |

|  |           |           |
|  | Marcatori | 20’ Portu |

| Girona 3 febbraio 2024, ore 21:00 CET 23ª giornata | Girona      | 0 – 0 referto | Real Sociedad | Montilivi (13 755 spett.)\| Arbitro: \| Gil Manzano \| |
| Arbitro:                                           | Gil Manzano |               |               |                                                        |

| Arbitro: | Juan Martínez Munuera |

|                                             |           |  |
| Vinícius 6’ Bellingham 35’, 54’ Rodrygo 61’ | Marcatori |  |

| Arbitro: | Sánchez Martínez |

|                                   |           |                             |
| Berenguer 2’, 56’ I. Williams 60’ | Marcatori | 49’ Tsygankov 75’ E. García |

| Arbitro: | De Burgos Bengoetxea |

|                                  |           |  |
| Tsygankov 52’ Sávio 90+1’, 90+5’ | Marcatori |  |

| Arbitro: | Hernández Maeso |

|            |           |  |
| Copete 33’ | Marcatori |  |

| Arbitro: | Busquets Ferrer |

|                     |           |  |
| Portu 13’ Sávio 86’ | Marcatori |  |

| Arbitro: | Munuera Montero |

|              |           |  |
| Santiago 33’ | Marcatori |  |

| Arbitro: | Gil Manzano |

|                                     |           |                         |
| Dovbyk 36’ (rig.), 65’ Stuani 90+2’ | Marcatori | 45+4’, 76’ Willian José |

| Arbitro: | de Burgos Bengoetxea |

|                                        |           |           |
| Griezmann 34’ (rig.), 50’ Correa 45+6’ | Marcatori | 4’ Dovbyk |

| Arbitro: | Alberola Rojas |

|                                                 |           |               |
| E. García 9’ I. Martín 22’ Dovbyk 71’ Portu 82’ | Marcatori | 81’ Escalante |

| Arbitro: | Figueroa Vázquez |

|  |           |                                |
|  | Marcatori | 26’ D. López 57’ (rig.) Dovbyk |

| Arbitro: | Hernández Hernández |

|                                           |           |                                         |
| Dovbyk 4’ Portu 65’, 74’ M. Gutiérrez 67’ | Marcatori | 3’ Christensen 45+1’ (rig.) Lewandowski |

| Arbitro: | Munuera Montero |

|                   |           |                             |
| Guridi 12’, 90+9’ | Marcatori | 4’ E. García 44’ Y. Herrera |

| Arbitro: | Sánchez Martínez |

|  |           |               |
|  | Marcatori | 59’ B. Traoré |

| Arbitro: | Cuadra Fernández |

|                   |           |                                             |
| Pepelu 84’ (rig.) | Marcatori | 32’ Sávio 58’ Dovbyk 67’ (aut.) Gasiorowski |

| Arbitro: | Muñiz Ruiz |

|                                                                                |           |  |
| E. García 30’ Tsygankov 33’, 54’ Dovbyk 44’ (rig.), 75’, 90’ (rig.) Stuani 78’ | Marcatori |  |

### Coppa di Spagna
| Arbitro: | Hernández Maeso |

|             |           |                        |
| Mizzian 51’ | Marcatori | 48’ Valery 90+8’ Sávio |

| Arbitro: | Pérez de Mendiola |

|                             |           |                                               |
| Mendinueta 27’ Booker 45+3’ | Marcatori | 7’ Torre 66’, 74’ Stuani 82’ Portu 87’ Valery |

| Arbitro: | Sobrino Magán |

|  |           |                     |
|  | Marcatori | 37’ Blind 67’ Couto |

| Arbitro: | Figueroa Vázquez |

|                                  |           |           |
| Stuani 15’, 19’ (rig.) Blind 26’ | Marcatori | 36’ Nteka |

| Arbitro: | Munuera Montero |

|                                 |           |                               |
| Larin 21’ Prats 28’, 35’ (rig.) | Marcatori | 68’ (rig.) Stuani 90+6’ Sávio |

## Statistiche

### Statistiche di squadra
Statistiche aggiornate al 24 maggio 2024.
| Competizione | Punti | In casa | In casa | In casa | In casa | In casa | In casa | In trasferta | In trasferta | In trasferta | In trasferta | In trasferta | In trasferta | Totale | Totale | Totale | Totale | Totale | Totale | DR  |
| Competizione | Punti | G       | V       | N       | P       | Gf      | Gs      | G            | V            | N            | P            | Gf           | Gs           | G      | V      | N      | P      | Gf     | Gs     | DR  |
| ------------ | ----- | ------- | ------- | ------- | ------- | ------- | ------- | ------------ | ------------ | ------------ | ------------ | ------------ | ------------ | ------ | ------ | ------ | ------ | ------ | ------ | --- |
| Liga         | 81    | 19      | 15      | 2       | 2       | 53      | 20      | 19           | 10           | 4            | 5            | 32           | 26           | 38     | 25     | 6      | 7      | 85     | 46     | +39 |
| Coppa del Re | -     | 1       | 1       | 0       | 0       | 3       | 1       | 4            | 3            | 0            | 1            | 11           | 6            | 5      | 4      | 0      | 1      | 14     | 7      | +7  |
| Totale       | -     | 20      | 16      | 2       | 2       | 56      | 21      | 23           | 13           | 4            | 6            | 43           | 32           | 43     | 29     | 6      | 8      | 99     | 53     | +46 |

### Andamento in campionato
| Giornata  | 1  | 2 | 3 | 4  | 5 | 6 | 7 | 8 | 9 | 10 | 11 | 12 | 13 | 14 | 15 | 16 | 17 | 18 | 19 | 20 | 21 | 22 | 23 | 24 | 25 | 26 | 27 | 28 | 29 | 30 | 31 | 32 | 33 | 34 | 35 | 36 | 37 | 38 |
| --------- | -- | - | - | -- | - | - | - | - | - | -- | -- | -- | -- | -- | -- | -- | -- | -- | -- | -- | -- | -- | -- | -- | -- | -- | -- | -- | -- | -- | -- | -- | -- | -- | -- | -- | -- | -- |
| Luogo     | T  | C | T | C  | T | C | T | C | T | C  | C  | T  | T  | C  | C  | T  | C  | T  | C  | T  | C  | T  | C  | T  | T  | C  | T  | C  | T  | C  | T  | C  | T  | C  | T  | C  | T  | C  |
| Risultato | N  | V | V | V  | V | V | V | P | V | V  | V  | V  | V  | N  | V  | V  | V  | N  | V  | N  | V  | V  | N  | P  | P  | V  | P  | V  | P  | V  | P  | V  | V  | V  | N  | P  | V  | V  |
| Posizione | 10 | 4 | 7 | 10 | 3 | 2 | 1 | 3 | 2 | 2  | 2  | 1  | 1  | 2  | 2  | 1  | 1  | 2  | 2  | 1  | 1  | 1  | 2  | 2  | 2  | 2  | 2  | 2  | 3  | 3  | 3  | 3  | 3  | 2  | 3  | 3  | 3  | 3  |

### Statistiche dei giocatori
Sono in corsivo i calciatori che hanno lasciato la società a stagione in corso 
| Giocatore        | Liga     | Liga | Liga        | Liga       | Coppa del Re | Coppa del Re | Coppa del Re | Coppa del Re | Totale   | Totale | Totale      | Totale     |
| Giocatore        | Presenze | Reti | Ammonizioni | Espulsioni | Presenze     | Reti         | Ammonizioni  | Espulsioni   | Presenze | Reti   | Ammonizioni | Espulsioni |
| ---------------- | -------- | ---- | ----------- | ---------- | ------------ | ------------ | ------------ | ------------ | -------- | ------ | ----------- | ---------- |
| I. Almena        | 0        | 0    | 0           | 0          | 1            | 0            | 0            | 0            | 1        | 0      | 0           | 0          |
| D. Blind         | 34       | 1    | 5           | 0          | 3            | 2            | 1            | 0            | 37       | 3      | 6           | 0          |
| J. Carlos        | 0        | 0    | 0           | 0          | 3            | -4           | 0            | 0            | 3        | -4     | 0           | 0          |
| S. Clua Oya      | 1        | 0    | 0           | 0          | 1            | 0            | 1            | 0            | 2        | 0      | 1           | 0          |
| Y. Couto         | 34       | 1    | 8           | 0          | 5            | 1            | 1            | 0            | 39       | 2      | 9           | 0          |
| A. Dovbyk        | 36       | 24   | 2           | 0          | 3            | 0            | 0            | 0            | 39       | 24     | 2           | 0          |
| B. Espinosa      | 2        | 0    | 0           | 0          | 2            | 0            | 0            | 0            | 4        | 0      | 0           | 0          |
| Valery           | 27       | 2    | 1           | 0          | 5            | 2            | 0            | 0            | 32       | 4      | 1           | 0          |
| T. Fuidias       | 0        | -0   | 0           | 0          | 2            | -3           | 0            | 0            | 2        | -3     | 0           | 0          |
| A. García        | 37       | 3    | 4           | 1          | 3            | 0            | 0            | 0            | 40       | 3      | 4           | 1          |
| E. García        | 30       | 5    | 3           | 0          | 2            | 0            | 0            | 0            | 32       | 5      | 3           | 0          |
| P. Gazzaniga     | 38       | -44  | 2           | 0          | 0            | 0            | 0            | 0            | 38       | -44    | 2           | 0          |
| M. Gutiérrez     | 35       | 2    | 4           | 0          | 5            | 0            | 0            | 0            | 40       | 2      | 4           | 0          |
| Y. Herrera       | 29       | 5    | 9           | 0          | 2            | 0            | 0            | 0            | 31       | 5      | 9           | 0          |
| A. Jastin        | 3        | 0    | 0           | 0          | 0            | 0            | 0            | 0            | 3        | 0      | 0           | 0          |
| Juanpe           | 17       | 0    | 4           | 0          | 4            | 0            | 0            | 0            | 21       | 0      | 4           | 0          |
| I. Kébé          | 2        | 0    | 1           | 0          | 3            | 0            | 0            | 0            | 5        | 0      | 1           | 0          |
| D. López         | 25       | 3    | 4           | 0          | 0            | 0            | 0            | 0            | 25       | 3      | 4           | 0          |
| I. Martín        | 36       | 5    | 5           | 0          | 4            | 0            | 0            | 0            | 40       | 5      | 5           | 0          |
| Arnau            | 21       | 0    | 4           | 0          | 5            | 0            | 0            | 0            | 26       | 0      | 4           | 0          |
| Sávio            | 37       | 9    | 5           | 0          | 4            | 2            | 1            | 0            | 41       | 11     | 6           | 0          |
| Portu            | 33       | 7    | 3           | 0          | 5            | 1            | 0            | 0            | 38       | 8      | 3           | 0          |
| J. Solís         | 18       | 0    | 0           | 0          | 4            | 0            | 0            | 0            | 22       | 0      | 0           | 0          |
| C. Stuani        | 31       | 9    | 5           | 0          | 5            | 5            | 2            | 0            | 36       | 14     | 7           | 0          |
| P. Torre         | 26       | 0    | 1           | 0          | 3            | 1            | 0            | 0            | 29       | 1      | 1           | 0          |
| V. Tsygankov     | 30       | 7    | 0           | 0          | 4            | 0            | 0            | 0            | 34       | 7      | 0           | 0          |
| A. Yaakobishvili | 1        | 0    | 0           | 0          | 2            | 0            | 0            | 0            | 3        | 0      | 0           | 0          |
| T. Villa         | 2        | 0    | 0           | 0          | 0            | 0            | 0            | 0            | 2        | 0      | 0           | 0          |